# Casa Gallega de la Cultura
La Casa Gallega de la Cultura es un espacio multidisciplinar localizado en Vigo (Galicia, España) que acoge la realización de actividades artísticas y literarias, al tiempo que cuenta con un fondo bibliográfico y museográfico sobre Galicia. Es el edificio del antiguo ayuntamiento de Vigo y es una de las construcciones más antiguas en el centro de la ciudad. Además de la Casa Gallega de la Cultura es también sede de la Fundación Penzol.
Se encuentra situada entre la Plaza de la Constitución y la Plaza de la Princesa. Ocupa una de los espacios históricos de la ciudad: la antigua Plaza Mayor o de la Villa (hoy de la Constitución), que fue mercado hasta el siglo XIX. Fue sede del Ayuntamiento hasta su traslado a la actual ubicación en los años 70.

## Historia
El edificio fue construido bajo plano del arquitecto José María Ortiz Sánchez (autor también del edificio donde está actualmente el Museo de Arte Contemporáneo de Vigo o MARCO) y con la dirección de obra del constructor José Antonio González Bernárdez, para sustituir una antigua sede del Ayuntamiento de Vigo, que ardió en 1851, aunque ya amenazaba con ruina en el año 1809. Fue sede del Ayuntamiento hasta su traslado a su actual localización en 1978. Más tarde fue restaurado para acoger los fondos de la Fundación Penzol y la Casa Gallega de la Cultura.

## Construcción y estilo
Se trata de un edificio sobrio y de estilo ecléctico que tiene incorporados elementos clasicistas, aunque de forma contenida, sin artificios. Inicialmente fue diseñado con tres plantas, con tres vanos en cada una y una composición simétrica, con zócalo, pilastras y falso entablonamiento. Cada planta se diferencia por su decoración, especialmente la primera que tiene abierto un balcón principal, desde el que aún se hacen pregones de fiestas.

## Museo
El centro cuenta con salas de exposiciones temporales y permanentes en la planta baja, un salón de actos en la primera planta, dos salas de lectura (una de ellas para el uso de investigadores), las bibliotecas Penzol y Fernández del Riego y el Museo Francisco Fernández del Riego en la tercera planta.